# PRIMAVERA (薬師丸ひろ子のアルバム)
『PRIMAVERA』（プリマヴェーラ）は、1991年3月13日にリリースされた薬師丸ひろ子のスタジオ・アルバム。発売元は東芝EMI（現・ユニバーサルミュージック）。規格品番はTOCT-6045。

## 概要
薬師丸ひろ子の8枚目のオリジナル・アルバム。シングル「風に乗って」を含む全10曲を収録。

タイトルの「プリマヴェーラ」とは、イタリア語で″春″を意味する。
M-7「星の王子さま」は、朗読CD「音楽物語 ″星の王子さま″」のメイン・テーマとして書かれ、薬師丸が歌唱を担当した曲。本作への収録に際し、アレンジを変更している。この曲は1990年代半ばから2000年代半ばにかけて青森テレビ (ATV) のオープニングおよびクロージングで使用されていた（オープニングは歌唱バージョン、クロージングはピアノ演奏のインストバージョン）。
オリコンチャートの登場週数は4週、チャート最高順位は週間13位、トータル3.9万枚のセールスを記録した。
2014年2月5日には、ユニバーサルミュージック（USMジャパン）より高音質SHM-CDで再発売された
。規格品番はTYCN-80022。

## 収録曲
| #         | タイトル                          | 作詞         | 作曲       | 編曲             | 時間  |
| --------- | --------------------------------- | ------------ | ---------- | ---------------- | ----- |
| 1.        | 「PRIMAVERA」                     | 紅葉降       | 大村雅朗   | 大村雅朗         | 4:31  |
| 2.        | 「心の片隅で」                    | 風堂美起     | 川上進一郎 | 清水信之         | 4:05  |
| 3.        | 「留守番電話のHAPPY BIRTHDAY」    | 風堂美起     | 楠瀬誠志郎 | 大村雅朗         | 4:35  |
| 4.        | 「冬の青空」                      | 尾上文       | 上田知華   | 大村雅朗         | 4:40  |
| 5.        | 「もう泣かないで」                | 薬師丸ひろ子 | 上田知華   | 大村雅朗         | 4:31  |
| 6.        | 「ふたりの宇宙」                  | 大江千里     | 坂本龍一   | 坂本龍一、成田忍 | 3:40  |
| 7.        | 「星の王子さま」(MATTINA VERSION) | 大貫妙子     | 矢野顕子   | 大村雅朗         | 3:44  |
| 8.        | 「私の町は今、朝」                | 風堂美起     | KAN        | 清水信之         | 4:57  |
| 9.        | 「DESTINY」                       | 大貫妙子     | 坂本龍一   | 坂本龍一、成田忍 | 4:19  |
| 10.       | 「風に乗って」(PRIMAVERA MIX)     | 上田知華     | 上田知華   | 清水信之         | 4:25  |
| 合計時間: | 合計時間:                         | 合計時間:    | 合計時間:  | 合計時間:        | 43:33 |